# Sainte-Anne (Loir y Cher)
 Sainte-Anne  es una comuna y población de Francia, en la región de Centro, departamento de Loir y Cher, en el distrito de Vendôme y cantón de Vendôme-2.
Su población en el censo de 1999 era de 273 habitantes.
Está integrada en la Communauté de communes du Vendômois Rural .

## Demografía
| 101 | 109 | 121 | 242 | 254 | 273 |
| Para los censos de 1962 a 1999 la población legal corresponde a la población sin duplicidades (Fuente: INSEE [Consultar]) |     |     |     |     |     |